# 沖縄のアメリカ陸軍航空軍
沖縄戦は太平洋における大日本帝国と米国の最後の大規模な地上戦であった。アメリカ陸軍とアメリカ海兵隊は1945年4月1日8時30分の沖縄本島上陸から6月22日の戦闘終了までの83日間、日本軍の強固な防衛網を前に苦しい戦いを強いられた。また、地上戦を支援するアメリカ海軍の艦船などに対する日本軍の神風攻撃も繰り返され、結果として約1万2千人のアメリカ兵、約7万人日本兵の命が失われた。また、この戦闘で10万人を越える県民も命を落とした。
一方、アメリカ軍は沖縄進攻直後から沖縄本島と伊江島に飛行場建設を開始し、日本侵攻に向けた航空拠点の整備を進めた。

## 飛行場の建設
沖縄の占領によって、アメリカ軍は1945年11月にも開始されるであろう日本本土への侵攻のための拠点を得た。基地建設計画では、もともと沖縄にあった日本軍の飛行場に代わって沖縄本島に18本、伊江島に3本の滑走路を計画した。沖縄本島では大型爆撃機B-29スーパーフォートレス大型爆撃機の運用のための施設整備が中心に進められ、伊江島はB-29の本土攻撃を援護するための長距離型P-47N戦闘機とP-51H戦闘機の拠点として整備がすすめられた。
上陸後に沖縄に建設された米軍拠点を防衛するため、上陸間もない頃は戦闘機用の飛行場整備が最優先された。4月10日、もともと日本軍の飛行場であった嘉手納飛行場と読谷飛行場の2つの飛行場が再整備された。さらに5月下旬までに、沖縄と伊江島で10の飛行場の建設が進められた。この頃には読谷と嘉手納の滑走路はすでに完成しており、伊江島飛行場も完成間近となっていた。6月17日、中型爆撃機用の7,000ft（2,133m）の滑走路が読谷に完成した。6月末での工事の進捗状況は、嘉手納の長さ7,500ft（2,286m）の長距離機用滑走路は25%、泡瀬飛行場と金武飛行場の長さ5,000ft（1,524m）の海軍戦闘機用滑走路、ボーローポイントの長さ8,000ft（2,590m）の長距離機用滑走路は15%であった。また、長距離機用と中型爆撃機用として普天間飛行場の建設が進められていた。
米軍の沖縄作戦が終わる頃には、将来にわたって続く沖縄の米軍航空作戦拠点か形作られることになる。上陸して2～3か月では飛行場のほとんどは完成しなかったが、すでにいくつかの飛行場からは九州攻撃のために戦闘機が出撃していった。

## 沖縄に展開したアメリカ陸軍航空隊部隊
第5空軍、第7空軍の戦術爆撃機部隊が沖縄に展開し、B-24リベレーター爆撃機、B-25ミッチェル爆撃機が戦術爆撃任務に就いた。また、ヨーロッパ戦線の任務に就いていた第8空軍がB-29大型爆撃機の運用のためにイギリスから移ってきた。第8空軍のP-47NとP-51H戦闘機はこれら爆撃機の援護の任務に就いた。また、これとは別に海軍・海兵隊も戦闘機や爆撃機、水上機部隊を沖縄の飛行場（水上機は慶良間諸島・中城湾・金武湾）に展開させてして攻撃や哨戒、偵察任務を行った
- 伊江島に展開した部隊は#で示す。

| - #第301戦闘飛行団 1945年5月19日～31日、第20空軍配属 - 第5空軍司令部 1945年8月4日～9月25日 - 第5爆撃コマンド司令部 1945年8月～10月 - 第5戦闘コマンド司令部 1945年8月～10月 - 第308爆撃航空団 (重) 1945年6月16日～9月22日 - 第3爆撃航空団(軽) A-20ハボック攻撃機 1945年8月6日～9月8日 - 第8戦闘航空群 P-47サンダーボルト戦闘機 1945年8月6日～11月22日 - 第22爆撃航空団 (重) B-24リベレーター爆撃機 1945年8月15日～11月22日 - 第35戦闘飛行群 P-51ムスタング戦闘機 1945年6月28日～10月 - 第38爆撃航空群 (中) B-25ミッチェル爆撃機 1945年7月25日～11月22日 - 第43爆撃航空群 (重) B-24リベレーター爆撃機 1945年7月26日～12月10日 - 第49戦闘航空群 P-47サンダーボルト戦闘機 1945年8月16日～9月15日 - 第58戦闘航空群 P-47サンダーボルト戦闘機 1945年7月10日～10月26日 - 第90爆撃航空群 (重) B-24リベレーター爆撃機 1945年8月～12月 - 第312爆撃航空群 (重) B-32ドミネーター爆撃機 1945年8月13日～12月13日 - 第317輸送航空群 1945年8月22日～9月20日 - 第46輸送飛行隊 1945年8月19日～10月18日 - 第345爆撃航空群 (中) B-25ミッチェル爆撃機 1945年7月25日～12月10日 - 第348戦闘航空群 P-47サンダーボルト戦闘機 1945年7月9日～10月 - 第380爆撃航空群 (重) B-24リベレーター爆撃機 1945年8月9日～11月28日 - 第417爆撃航空群 (軽) A-20ハボック攻撃機 1945年8月17日～11月1日 - 第475戦闘航空群 P-51ムスタング戦闘機 1945年8月8日～9月23日 | - 第7空軍司令部 1945年7月12日～12月 - 第7爆撃コマンド 1945年7月～1946年3月 - # 第301戦闘航空群 1945年7月1日～8月14日、第20空軍配属 - 第11爆撃航空群（重） B-24リベレーター爆撃機 1945年7月2日～12月10日 - 第41爆撃航空群（中） B-25ミッチェル爆撃機 1945年6月7日～12月 - 第318戦闘航空群 P-47サンダーボルト戦闘機 1945年4月30日30～11月、第20空軍配属（のち第8空軍） - 第319爆撃航空群（軽） A-26インベーダー攻撃機 1945年7月2日～11月21日 - 第494爆撃航空群（重） B-24リベレーター爆撃機 1945年6月24日～12月8日 - 第8空軍司令部 1945年7月16日～1946年6月7日 - # 第301戦闘航空団 1945年8月15日～11月28日 - 第316爆撃航空群 (超重) 1945年9月5日～1948年6月21日 - 第333爆撃航空群（超重） B-29スーパーフォートレス爆撃機 1945年8月5日～1946年5月28日 - 第346爆撃航空群 (超重) B-29スーパーフォートレス爆撃機 1945年8月7日～1946年6月30日 - # 第413戦闘航空群 P-47サンダーボルト戦闘機 1945年5月19日～11月9日 - 第507戦闘航空群 P-47サンダーボルト戦闘機 1945年6月24日～1946年1月29日 |

## 運用された飛行場
- 伊江島飛行場 (Ie Shima Airfield): 北緯26度43分23.20秒 東経127度46分40.78秒 / 北緯26.7231111度 東経127.7779944度
- 本部飛行場 (Motobu Airfield): 北緯26度41分009.15秒 東経127度53分23.90秒 / 北緯26.6858750度 東経127.8899722度
- 金武飛行場（Kin Airfield)（海軍）: 北緯26度27分33.95秒 東経127度55分04.00秒 / 北緯26.4594306度 東経127.9177778度
- ボーロー飛行場（Bolo point) : 北緯26度26分19.64秒 東経127度43分06.73秒 / 北緯26.4387889度 東経127.7185361度
- 読谷補助飛行場 (Yontan Airfield): 北緯26度12分26.33秒 東経127度45分46.41秒 / 北緯26.2073139度 東経127.7628917度
- 嘉手納飛行場 (Kandena Airfield): 北緯26度21分26.00秒 東経127度46分00.08秒 / 北緯26.3572222度 東経127.7666889度
- 泡瀬飛行場（Awase Airfield)（海軍）: 北緯26度18分47.64秒 東経127度49分00.48秒 / 北緯26.3132333度 東経127.8168000度
- 普天間飛行場 (Futenma Airfield)（海兵隊）: 北緯26度16分21.79秒 東経127度45分23.66秒 / 北緯26.2727194度 東経127.7565722度
- 那覇飛行場 (Naha Airfield): 北緯26度11分43.88秒 東経127度38分44.79秒 / 北緯26.1955222度 東経127.6457750度
- 与那原飛行場 (Yonabaru Airfield)（海軍）: 北緯26度23分36.83秒 東経127度44分48.12秒 / 北緯26.3935639度 東経127.7467000度

## エピローグ
沖縄戦における米軍の勝利から2カ月後の8月15日、日本は降伏し、第二次世界大戦も終わりを迎えた。これにより、日本侵攻のために沖縄に集結した大規模な航空戦力はその力を行使することなく、その多くが1946年までに解体された。しかし沖縄に建設された飛行場の一部は米軍によって使用され続け、今日に至っている。